# Salma Khadra Jayyusi
Salma Khadra Jayyusi (in arabo سلمى الخضراء الجيوسي&‎?; Al-Salt, 16 aprile 1925 – Amman, 20 aprile 2023) è stata una scrittrice, poetessa e critica letteraria giordana di origine palestinese. Docente universitaria, è stata considerata una delle figure più influenti della letteratura araba.

## Biografia
Nata ad  Al-Salt, Salma Jayyusi è cresciuta ad Acri e Gerusalemme da padre palestinese, il nazionalista arabo Subhi al-Khadra, e madre libanese. Ha frequentato lo Schmidt's Girls College di Gerusalemme e ha studiato letteratura araba e inglese all'Università americana di Beirut e all'Università di Londra.
Dopo gli studi ha sposato un diplomatico giordano. La coppia si è trasferita frequentemente a causa del lavoro e ha vissuto in Spagna, Italia, Germania, Inghilterra, Iraq, Algeria, Libano, Sudan e Stati Uniti d'America. Salma Jayyusi ha iniziato la sua carriera di scrittrice e insegnante dopo un periodo familiare in cui ha dato alla luce tre figli. Ha insegnato in diverse università arabe, tra cui l'Università di Khartum e l'Università di Algeri. Come parte di una sovvenzione della Fondazione Ford, ha effettuato tournée di conferenze negli Stati Uniti e in Canada nel 1973. Successivamente è rimasta negli Stati Uniti, insegnando all'Università dello Utah, all'Università di Washington e all'Università del Texas. Inoltre, ha fondato il progetto di traduzione PROTA, Project of Translation from Arabic.
Dal 1994 al 1995 è stata a Berlino al Wissenschaftskolleg zu Berlin, dove si è occupata di studi interculturali, in particolare arabo-europei. Nel 1995 ha presieduto a Tangeri un convegno dal titolo "Lingua, letteratura e cultura in Nord Africa" e al quale hanno preso parte rinomati scrittori e scienziati di numerosi paesi. Nel 1997 ha ricevuto un'altra borsa di studio dalla Ford Foundation e in questo contesto ha scritto un libro completo sui diritti umani nel pensiero arabo. Nel 1999 ha ricevuto una borsa di studio Fulbright per la ricerca sulla cultura palestinese.
Jayyusi è morta il 20 aprile 2023 ad Amman all'età di 98 anni.

## Opere
- Trends and Movements in Modern Arabic Poetry, 2 vol, 1977
- Modern Arabic poetry: an anthology, 1987
- The Literature of modern Arabia: an anthology, Columbia University Press, 1988
- Anthology of Modern Palestinian Literature, Columbia University Press, 1992
- The Legacy of Muslim Spain, 2 vol, 1992
- (a cura) Modern Arabic drama: an anthology, 1995
- (con Emile Habibi, tr. di Trevor LeGassick) The Secret Life of Saeed: The Pessoptimist, 2002.[3]
- (a cura) Short Arabic plays: an anthology, 2003
- (a cura) Modern Arabic fiction: an anthology, 2004
- (a cura) Beyond the dunes: an anthology of modern Saudi literature, 2005
- (a cura) Human rights in Arab thought: a reader, 2009
- (a cura) Classical Arabic stories: an anthology, 2010